# Xerothrips dissimilis
Xerothrips dissimilis är en insektsart som beskrevs av Nakahara 1996. Xerothrips dissimilis ingår i släktet Xerothrips och familjen smaltripsar. Inga underarter finns listade i Catalogue of Life.